# Lega Nazionale A 2019 (football americano)
La Lega Nazionale A 2019 è la 34ª edizione del campionato di football americano di primo livello, organizzato dalla SAFV.

## Squadre partecipanti
| Club                    | Città      | Stadio | Sponsor ufficiale | Risultato nella stagione 2018            |
| ----------------------- | ---------- | ------ | ----------------- | ---------------------------------------- |
| Bern Grizzlies          | Berna      |        |                   | Semifinalisti LNA                        |
| Calanda Broncos         | Landquart  |        |                   | Vincitori XXXIII Swiss Bowl              |
| Geneva Seahawks         | Ginevra    |        |                   | Finalisti LNA                            |
| Gladiators Beider Basel | Basilea    |        |                   | Quinto posto in LNA                      |
| Luzern Lions            | Lucerna    |        |                   | Sesto posto in LNA; quarto posto in NSFL |
| Winterthur Warriors     | Winterthur |        |                   | Semifinalisti LNA                        |

## Stagione regolare

### Calendario

#### 1ª giornata
| 23 marzo 2019, ore 18:00 CEST | Calanda Broncos | 36 – 14 | Winterthur Warriors |  |

#### 2ª giornata
| Basilea 31 marzo 2019, ore 14:00 CEST | Gladiators Beider Basel | 34 – 7 (14-7 7-0 7-0 6-0) | Winterthur Warriors | Stadion Rankhof (300 spett.) |

| Berna 31 marzo 2019, ore 14:00 CEST | Bern Grizzlies | 46 – 19 | Luzern Lions | Stadio di atletica leggera Wankdorf |

| Ginevra 31 marzo 2019, ore 15:00 CEST | Geneva Seahawks | 14 – 12 | Calanda Broncos | Centre Sportif de Vessy |

#### 3ª giornata
| 6 aprile 2019, ore 18:00 CEST | Calanda Broncos | 62 – 26 | Luzern Lions |  |

| 6 aprile 2019, ore 18:00 CEST | Winterthur Warriors | 20 – 29 | Bern Grizzlies |  |

| 7 aprile 2019, ore 14:00 CEST | Geneva Seahawks | 20 – 14 (d.t.s.) | Gladiators Beider Basel |  |

#### 4ª giornata
| 14 aprile 2019, ore 14:00 CEST | Gladiators Beider Basel | 16 – 7 | Bern Grizzlies |  |

| 14 aprile 2019, ore 14:00 CEST | Luzern Lions | 21 – 34 | Winterthur Warriors |  |

#### 5ª giornata
| 22 aprile 2019, ore 14:00 CEST | Calanda Broncos | 30 – 20 | Geneva Seahawks |  |

#### 6ª giornata
| 27 aprile 2019, ore 18:00 CEST | Calanda Broncos | 41 – 35 (d.t.s.) | Gladiators Beider Basel |  |

| 28 aprile 2019, ore 14:00 CEST | Luzern Lions | 23 – 29 (d.t.s.) | Bern Grizzlies |  |

| 28 aprile 2019, ore 15:00 CEST | Winterthur Warriors | 6 – 27 | Geneva Seahawks |  |

#### 7ª giornata
| 5 maggio 2019, ore 14:00 CEST | Geneva Seahawks | 42 – 14 | Luzern Lions |  |

#### 8ª giornata
| Berna 12 maggio 2019, ore 14:00 CEST | Bern Grizzlies | 10 – 6 | Winterthur Warriors | Stadio di atletica leggera Wankdorf |

| 12 maggio 2019, ore 14:00 CEST | Gladiators Beider Basel | 12 – 18 | Geneva Seahawks |  |

#### 9ª giornata
| 18 maggio 2019, ore 18:00 CEST | Winterthur Warriors | 20 – 23 | Calanda Broncos |  |

| 19 maggio 2019, ore 14:00 CEST | Geneva Seahawks | 34 – 10 | Bern Grizzlies |  |

| 19 maggio 2019, ore 14:00 CEST | Luzern Lions | 14 – 51 | Gladiators Beider Basel |  |

#### 10ª giornata
| 26 maggio 2019, ore 14:00 CEST | Gladiators Beider Basel | 19 – 10 | Luzern Lions |  |

#### 11ª giornata
| Berna 2 giugno 2019, ore 14:00 CEST | Bern Grizzlies | 24 – 7 | Gladiators Beider Basel | Stadio di atletica leggera Wankdorf |

| 2 giugno 2019, ore 14:00 CEST | Luzern Lions | 0 – 53 | Calanda Broncos |  |

| 2 giugno 2019, ore 15:00 CEST | Geneva Seahawks | 17 – 6 | Winterthur Warriors |  |

#### 12ª giornata
| 16 giugno 2019, ore 15:00 CEST | Winterthur Warriors | 42 – 7 | Luzern Lions |  |

| Berna 16 giugno 2019, ore 14:00 CEST | Bern Grizzlies | 28 – 7 | Geneva Seahawks | Stadio di atletica leggera Wankdorf |

| 16 giugno 2019, ore 14:00 CEST | Gladiators Beider Basel | 14 – 43 | Calanda Broncos |  |

#### 13ª giornata
| 23 giugno 2019, ore 14:00 CEST | Calanda Broncos | 35 – 7 | Bern Grizzlies |  |

| 23 giugno 2019, ore 14:00 CEST | Luzern Lions | 12 – 60 | Geneva Seahawks |  |

| 23 giugno 2019, ore 14:00 CEST | Winterthur Warriors | 23 – 20 | Gladiators Beider Basel |  |

#### Recuperi 1
| Berna 29 giugno 2019, ore 18:00 | Bern Grizzlies | 13 – 14 | Calanda Broncos | Stadio di atletica leggera Wankdorf |

### Classifica
La classifica della regular season è la seguente:
- PCT = percentuale di vittorie, G = partite giocate, V = partite vinte, P = partite perse, PF = punti fatti, PS = punti subiti
- La qualificazione ai playoff è indicata in verde
- L'ultima classificata sfida la vincente della Lega B per la partecipazione alla LNA 2020 (giallo)

| Pos. | Squadra                 | PCT  | G  | V | P  | PF  | PS  |
| ---- | ----------------------- | ---- | -- | - | -- | --- | --- |
| 1    | Calanda Broncos         | .900 | 10 | 9 | 1  | 349 | 163 |
| 2    | Geneva Seahawks         | .800 | 10 | 8 | 2  | 259 | 144 |
| 3    | Bern Grizzlies          | .600 | 10 | 6 | 4  | 203 | 181 |
| 4    | Gladiators Beider Basel | .400 | 10 | 4 | 6  | 222 | 207 |
| 5    | Winterthur Warriors     | .300 | 10 | 3 | 7  | 178 | 224 |
| 6    | Luzern Lions            | .000 | 10 | 0 | 10 | 146 | 438 |

## Playoff e playout

### Tabellone
|  | Semifinali | Semifinali              | Semifinali |                 |   | XXXIV Swiss Bowl | XXXIV Swiss Bowl | XXXIV Swiss Bowl |  |
|  |            |                         |            |                 |   |                  |                  |                  |  |
|  | 1          | Calanda Broncos         | 32         |                 |   |                  |                  |                  |  |
|  | 1          | Calanda Broncos         | 32         |                 |   |                  |                  |                  |  |
|  | 4          | Gladiators Beider Basel | 20         |                 |   |                  |                  |                  |  |
|  | 4          | Gladiators Beider Basel | 20         |                 | 1 | Calanda Broncos  | 31               |                  |  |
|  |            |                         |            |                 | 1 | Calanda Broncos  | 31               |                  |  |
|  |            |                         | 2          | Geneva Seahawks | 0 |                  |                  |                  |  |
|  | 3          | Bern Grizzlies          | 2          | Geneva Seahawks | 0 | 7                |                  |                  |  |
|  | 3          | Bern Grizzlies          |            |                 |   |                  |                  |                  |  |
|  | 2          | Geneva Seahawks         | 24         |                 |   |                  |                  |                  |  |

### Semifinali
| 6 luglio 2019, ore 14:00 | Calanda Broncos | 32 – 20 | Gladiators Beider Basel |  |

| 7 luglio 2019, ore 14:00 | Geneva Seahawks | 24 – 7 | Bern Grizzlies |  |

### Playout
| 6 luglio 2019, ore 18:00 | Zürich Renegades | 38 – 27 | Luzern Lions |  |

### XXXIV Swiss Bowl
| Coira 13 luglio 2019, ore 19:00 | Calanda Broncos | 31 – 0 | Geneva Seahawks | Stadion Ringstrasse |

## Verdetti
- Calanda Broncos Campioni di Svizzera 2019
- Luzern Lions relegati in Lega B 2020